# Kawaliera
Kawaliera – element fortyfikacji:

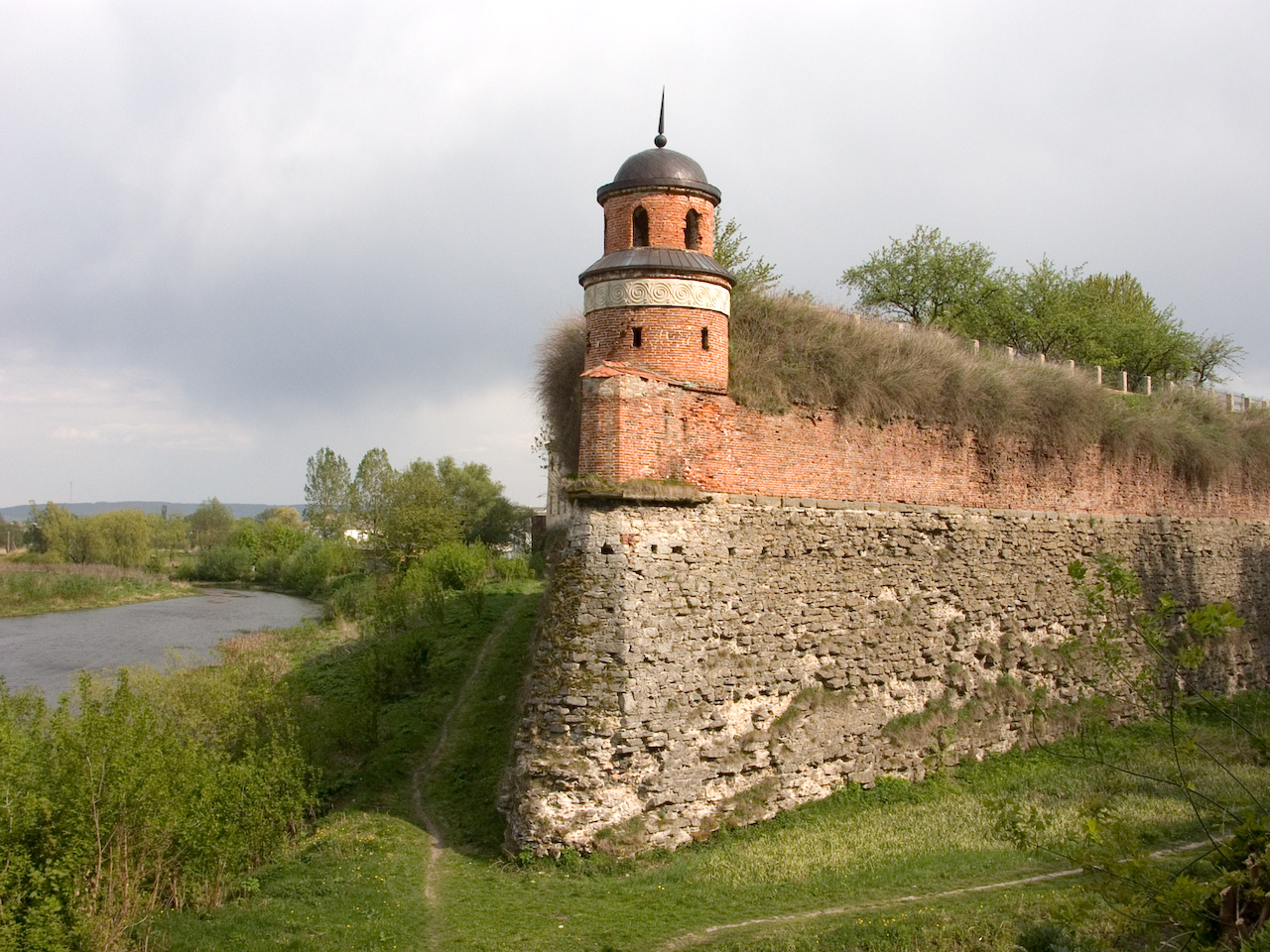
Kawaliera: zamek w Dubnie, Ukraina

- mała wieżyczka, element muru obronnego, umieszczana w narożniku czoła bastionu lub narożniku barku bastionu, zaopatrzona w strzelnice[1].
- nasyp ziemny (nadszaniec) na obiektach fortyfikacji w celu zwiększenia siły ognia i pola rażenia[1].